# Euripus neda
Euripus neda är en fjärilsart som beskrevs av Hans Fruhstorfer 1903. Euripus neda ingår i släktet Euripus och familjen praktfjärilar. Inga underarter finns listade i Catalogue of Life.